# Huiyuan Juice

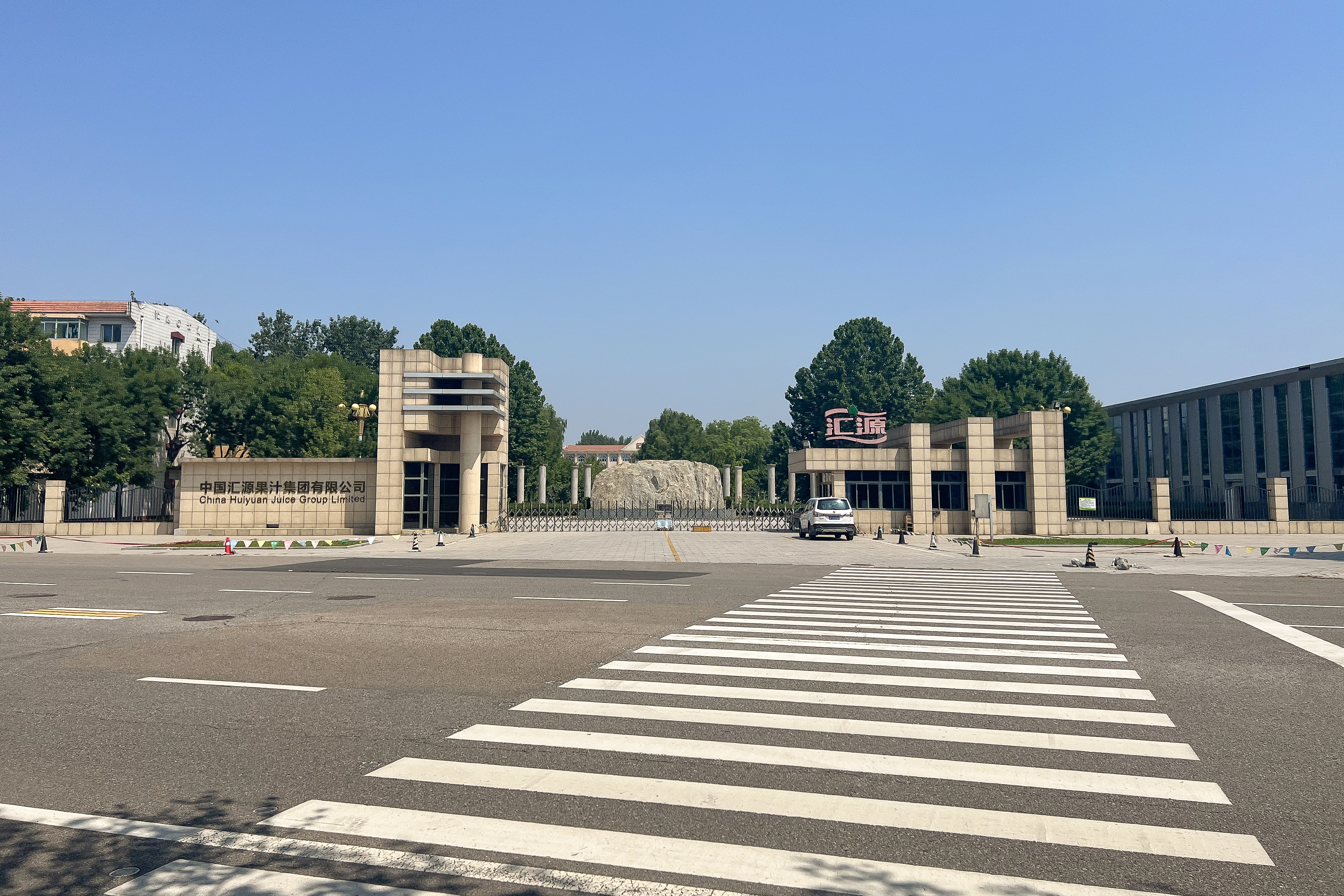
Hoofdkwartier

Huiyuan Juice Group Limited (Vereenvoudigd Chinees: 中国汇源果汁集团公司), opgericht in 1992 door Zhu Xinli, is een van de grootste sap-producenten in China. Het bedrijf is gevestigd in de Chinese hoofdstad Beijing.
De afgelopen jaren hebben verschillende grote buitenlandse bedrijven, zoals Coca-Cola, interesse getoond in het bedrijf. Tot een overname is het echter nog niet gekomen.